# Niels Otto Møller
Niels Otto Møller (Frederiksberg, 7 de novembro de 1897 — Stevns, 14 de abril de 1966) foi um velejador dinamarquês, medalhista olímpico. Ele competiu nos Jogos Olímpicos de Verão de 1928 na classe 6 Metre e conquistou a medalha de prata na disputa a bordo do Hi-Hi com Vilhelm Vett, Aage Høy-Petersen e Peter Schlütter.